# Vathýs (Kálymnos)
Vathýs (grec moderne : Βαθύς) est une localité située dans le dème de Kálymnos, dans le district régional de Kálymnos, dans la périphérie d'Égée-Méridionale, en Grèce.
Selon le recensement de 2021, elle compte 469 habitants.